# Biaki bokormadár
A biaki bokormadár (Gerygone hypoxantha) a madarak osztályának verébalakúak (Passeriformes) rendjébe és az ausztrálposzáta-félék (Acanthizidae) családjába tartozó faj. A családot egyes szervezetek a gyémántmadárfélék (Pardalotidae) családjának, Acanthizinae alcsaládjáként sorolják be.

## Rendszerezése
A fajt Tommaso Salvadori olasz ornitológus írta le 1878-ban.

## Előfordulása
Indonéziában, Biak szigetén honos. A természetes szubtrópusi és trópusi síkvidéki esőerdők, száraz erdők és mangroveerdők, valamint cserjések.

## Megjelenése
Testhossza 10 centiméter.

## Életmódja
Rovarokkal táplálkozik.